# Скаска о космичком јајету
Скаска о космичком јајету (1992) је драма  Зорана Стефановића, у поетичком и идејном дијалогу са драмама и животом Самуела Бекета.
Драма је добила позитивну оцену од стране домаће и стране критике. Вишекратно објављена у штампаном и електронском облику. Превео ју је на   македонски Горан Тренчовски, на енглески Марко Фанчовић, на француски Вељко Никитовић (1992), румунски Душан Бајски (2000), украјински (2010) и руски (2011) Људмила Маркијевич.

## Ликови
- Први;
- Друга.

## Из рецензија
- „Имунитет на Бекета стиче се његовим студиозним проучавањем. То понекад може да потраје, па је Стефановић решио да процес ефикасно и ефектно скрати, да нађе пречицу која му уз то неће ништа одузети на креативности. Од неколико Бекетових драма начинио је нову, по свим мерилима постмодерне сасвим своју и аутохтону драму. Она проговара о ономе што Бекетове драме у себи носе, али не говоре директно — морао је то сам писац да каже на другом месту и другим  поводом — да је људски живот најмелодрамскија од свих мелодрама. (...) Стефановић је изнова написао једну ненаписану Бекетову драму, не одузевши му ништа, а додавши му, и то само добром комбинацијом већ постојећег, иронију, оптимистичку дистанцу и оно што примарном аутору генерално недостаје — хумор.“ —  Дубравка Кнежевић. „У одбрану различитости (поговор књизи 'Словенски Орфеј и друге драме Зорана Стефановића)“, 1995.[1]
- "(Писац) доноси, за овдашњу театарску рутину нетипичну (читај —  нереалистичку), експерименту, фантастици и гротесци наклоњену осећајност која плени својом слојевитошћу, вишеструким значењским равнима. — Илија Бакић (магазин Време, Београд 1995)[2]
- „(Очигледно) је постојање слојевитог интелектуалног дискурса, особене позоришне естетике, као и угледање на ону традицију која је у историји позоришта била најзахтевнија подједнако и за редитеље и за гледаоце.  —  Петар Грујичић (приказ књиге Словенски Орфеј и друге драме, 1995) [3]
- „(П)оетика Зорана Стефановића, сасвим (је) диспаратна у нашем књижевном простору. (...) Он не сме да фотографише; он мора да има привиђења. Он не слика, он обликује. Он не узима премного из стварности, па и оно што из ње позајмљује служи му као грађа за трагање за суштином људи и појава.“ — Владимир Стаменковић (рецензија рукописа књиге Словенски Орфеј и друге драме, 1995).[4]